# Prinosna pjesma
Prinosna pjesma, pjesma u crkvenoj glazbi. Na liturgiji prati donošenje i polaganje darova na oltar. Važna je čimbenica pravog shvaćanja darova jer promiče ono unutarnje, duhovno darivanje samoga sebe, koje je u bogoslužju bitno, a izvanjsko mu je darivanje samo vidljivi izraz. Sadržana u crkvenim pjesmaricama.:8